# Săritura Iurcenko
Săritura Iurcenko este denumirea unui tip de săritură din gimnastica artistică. Ea a fost denumită după gimnasta sovietică Natalia Iurcenko, care a practicat săritura la începutul anilor '80 ai secolului al XX-lea.
La săritura Iurcenko, la sfârșitul alergării, gimnasta face un salt rotit pe care îl termină cu picioarele direct pe trambulină și cu spatele la masa de sărituri.